# Église de Dieu en Christ de West Angeles
L'Église de Dieu en Christ de West Angeles (anglais : West Angeles Church of God in Christ) est une megachurch pentecôtiste située dans le quartier historique de West Adams à Los Angeles, en Californie et membre de l’Église de Dieu en Christ.

## Histoire
L'église a été fondée par Clarence E. Church en 1943. Le premier temple était situé sur Adams Boulevard, près de l'Interstate 10, connu localement sous le nom de Santa Monica Freeway. En 1969, après la mort d'Elder Church, Charles E. Blake, le président de l’Église de Dieu en Christ, a pris la relève en tant que pasteur de West Angeles . En 1981, elle a inauguré un nouveau bâtiment au 3045 Crenshaw Boulevard, comprenant un auditorium de 1,000 places. En 1999, elle a fait la dédicace d’un nouveau bâtiment comprenant un auditorium de 5,000 places au 3600 Crenshaw Boulevard  . En 2012, l'église comptait 24,000 membres. En 2019, elle a vendu ses bâtiments du 3045 Crenshaw Boulevard afin de financer la construction d’un Centre de vie familiale derrière le bâtiment du 3600 Crenshaw Boulevard . 
En 2022, Charles Blake II est devenu le pasteur principal. 
Elle comte pour membres certaines célébrités, dont Denzel Washington, Stevie Wonder, Magic Johnson et Angela Bassett.

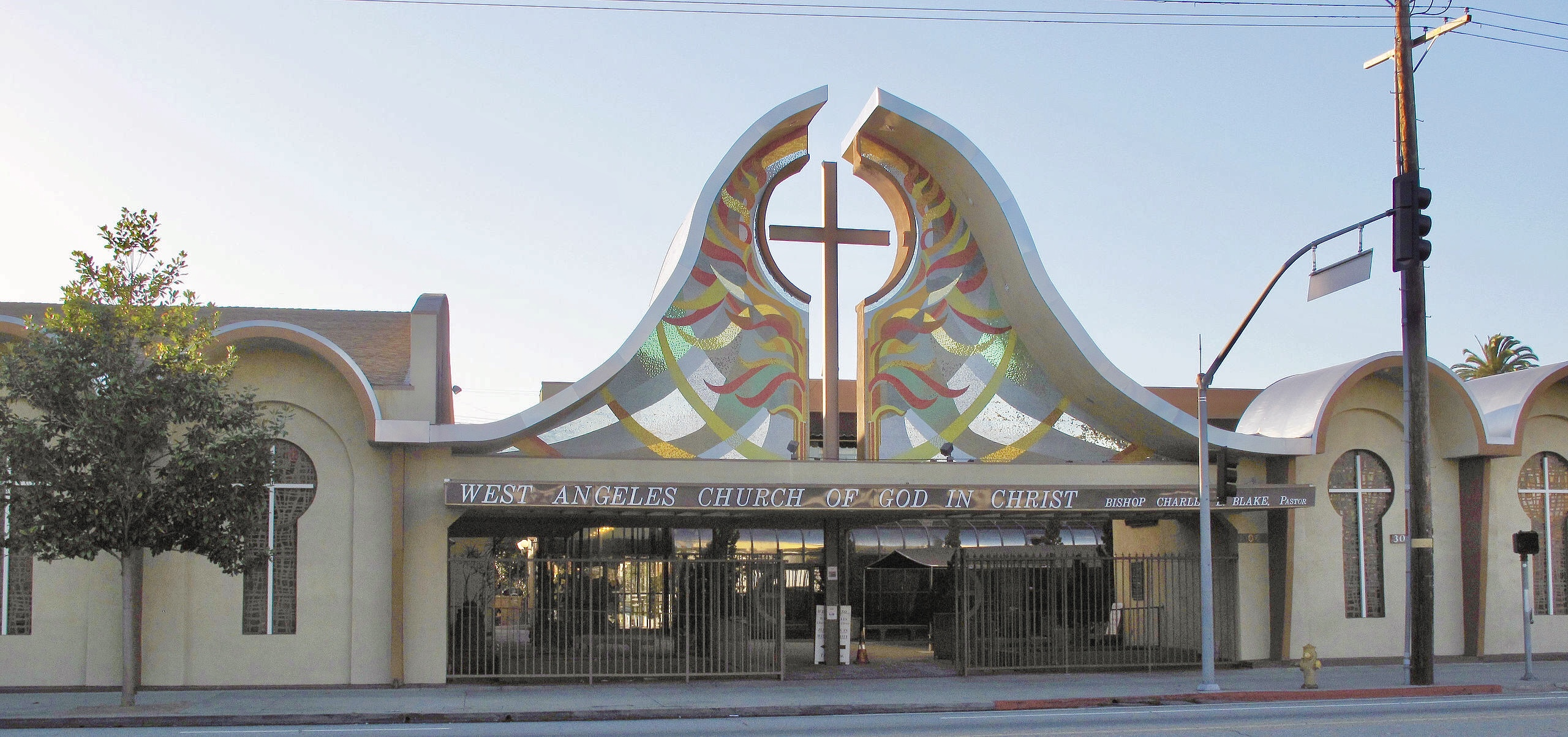
Entrée principale de l’ancien bâtiment de l'Église de Dieu en Christ de West Angeles.